# Sportåret 1909

## Händelser

### Bandy
- 9 februari - AIK blir svenska mästare för första gången i klubbens historia efter finalseger över Djurgårdens IF med 7-3 på Stockholms idrottspark.[1]
- Okänt datum - Dansk Bandy Union bildas.[2]

### Baseboll
- 16 oktober - National League-mästarna Pittsburg Pirates vinner World Series med 4-3 i matcher över American League-mästarna Detroit Tigers.[3]

### Cykelsport
- Det första Giro d'Italia körs med italienaren Luigi Ganna som vinnare.
- Det första svenska mästerskapet i cykling arrangeras.

### Fotboll
- 17 oktober - Örgryte IS blir svenska mästare för tionde gången efter finalseger med 8–2 över Djurgårdens IF. Matchen spelas på Valhalla IP i Göteborg.[4]
- 19 december – BV Borussia 09 Dortmund bildas.

### Friidrott
- Henri Renaud, USA vinner Boston Marathon. [5]
- 31 augusti - Thure Johansson sätter nytt världsrekord i maratonlöpning, Stockholm

### Ishockey
- 19 september - Tyskland inträder i IIHF.[6]

### Motorsport
- Amerikanen Harry Grant vinner Vanderbilt Cup med en Alco.

### Tennis
- 30 november - Australasien vinner International Lawn Tennis Challenge genom att finalbesegra USA med 5-0 i Sydney.[7]

## Evenemang
- Okänt datum – Giro d’Italia anordnas för första gången.

## Födda
- 26 februari – Ralph Berzsenyi, ungersk sportskytt, olympisk silvermedaljör.
- 6 juni - Einar Ask, svensk bandyspelare
- 9 juli – Sven Jonasson, svensk fotbollsspelare.

## Avlidna
- 22 september – Axel Jansson, 27, svensk sportskytt, olympisk silvermedaljör.

## Bildade klubbar och föreningar
- Eskilstuna SS, simsällskap i Sverige.
- Montreal Canadiens, ishockeyklubb i Kanada.

### Fotnoter
1. ↑  Erik Jonsson (9 februari 1909). ”1907–1919”. Svenska Bandyförbundet. Arkiverad från originalet den 14 februari 2015. https://web.archive.org/web/20150214185248/http://www.svenskbandy.se/BANDYFINALEN/HISTORIK/Svenskamastare/Herrar/1907-1919/. Läst 1 september 2011.
2. ↑  ”Dansk Bandy Union” (på engelska). Bandytipset. https://www.oocities.org/~bandytips/English/Denmark.html. Läst 8 september 2011.
3. ↑  ”1909 World Series” (på engelska). Baseball-Reference.com. http://www.baseball-reference.com/postseason/1909_WS.shtml. Läst 16 juli 2015.
4. ↑  Jimmy Lindahl (23 april 2000). ”Svenska mästare i fotboll 1896–1925”. Bolletinen. http://www.bolletinen.se/sfs/allsvenskan/sm1896.pdf. Läst 10 oktober 2011.
5. ↑  ”Boston Marathon”. Arkiverad från originalet den 27 april 2015. https://web.archive.org/web/20150427035419/http://www.baa.org/races/boston-marathon/boston-marathon-history/past-champions/past-mens-open-champions.aspx. Läst 9 april 2011.
6. ↑  ”Germany” (på engelska). International Ice Hockey Federation. 19 september 1909. https://www.iihf.com/en/associations/345/germany. Läst 21 augusti 2011.
7. ↑  ”Davis Cup”. http://www.daviscup.com/en/results/tie/details.aspx?tieId=10000715. Läst 20 augusti 2011.